# Mon petit doigt m'a dit (roman)
Pour les articles homonymes, voir Mon petit doigt m'a dit.
Mon petit doigt m'a dit (titre original : By the Pricking of My Thumbs) est un roman policier d'Agatha Christie publié en novembre 1968 au Royaume-Uni, mettant en scène pour la quatrième fois Tommy et Tuppence Beresford. Il est publié la même année aux États-Unis et en 1970 en France.

## Résumé
Thomas dit « Tommy » Beresford et son épouse Prudence Cowley dite « Tuppence », venus rendre visite dans sa maison de retraite à leur vieille tante Ada, y apprennent la récente et mystérieuse disparition d'une certaine Mrs Lancaster. 
Tuppence, qui avait eu l'occasion d'échanger quelques paroles avec cette vieille dame visiblement prise d'une obsession morbide, se met en tête de la retrouver, craignant qu'il ait pu lui arriver malheur parce qu'elle était détentrice d'un lourd secret...
Dans la chambre de Mrs Lanscaster, elle découvre un tableau représentant une maison. Profitant de l'absence de Tommy, elle se rend en train vers cette maison.

## Personnages
- Tommy et Tuppence Beresford, couple de personnes âgées à la retraite
- Tante Ada, la tante âgée de Tommy qui vit à la maison de retraite Sunny Hill
- Mrs Lancaster, résidente de la maison de retraite Sunny Hill
- Miss Packard, directrice de la maison de retraite
- M. et Mrs Perry, résidents de la maison du canal près de Sutton Chancellor
- Prêtre de la paroisse de Sutton Chancellor
- Gertrude Nellie Bligh, résidente de Sutton Chancellor
- Mrs Copleigh, une habitante qui loue des chambres
- Philip Starke, un vieux monsieur qui vit seul près du presbytère

## Commentaires

### Liens avec d'autres œuvres
Ce roman est l'une des trois œuvres, avec Le Cheval pâle (1961) et La Dernière Énigme (publié en 1976, mais écrit au début des années 1940), dans lesquelles la romancière fait intervenir dans l'intrigue une scène montrant une vieille dame aux cheveux blancs, en train de boire un verre de lait, qui interroge un visiteur pour savoir si c'est « [son] pauvre enfant qui est enterré derrière la cheminée ». Deux connaisseurs du monde « christien » ont émis l'hypothèse que la romancière pourrait avoir été fortement marquée, durant son enfance, par le voisinage d'un asile d'aliénés à proximité immédiate d'Ashfield, le domaine que la romancière et ses parents occupaient à Torquay et que, peut-être, elle aurait pu à cette époque rencontrer une vieille dame correspondant au portrait qu'elle en a fait à trois reprises.

### Titre du roman
Le titre anglais du roman est directement tiré d'une réplique de la deuxième sorcière du Macbeth de William Shakespeare :
« By the pricking of my thumbs,
Something wicked this way comes.
Open, locks,
Whoever knocks! »
— William Shakespeare, Macbeth (acte IV, scène 1)

« D'après la démangeaison de mes pouces,
il vient par ici quelque maudit.
Ouvrez-vous, verrous,
qui que ce soit qui frappe. »
— Macbeth (acte IV, scène 1)
Le picotement dans un doigt était vu, parmi d'autres symptômes physiques, comme un avertissement de l'existence du mal.

### Dédicace
C'est l'un des deux seuls romans, avec Mr Brown (1922), une autre histoire de Tommy et Tuppence, à être dédicacés directement aux lecteurs, plus spécifiquement dans ce cas aux lecteurs étrangers qui n’arrêtaient pas de lui demander des nouvelles du duo de détectives.

## Éditions
- (en) By the Pricking of My Thumbs, Londres, Collins Crime Club, novembre 1968, 256 p.
- (en) By the Pricking of My Thumbs, New York, Dodd, Mead and Company, 1968, 275 p.
- Mon petit doigt m'a dit (trad. Claire Duviraux), Paris, Librairie des Champs-Élysées, coll. « Le Masque » (no 1115), 1970, 255 p. (BNF 35145684)
- Mon petit doigt m'a dit (trad. Janine Lévy), dans : L'Intégrale : Agatha Christie (préf. Jacques Baudou), t. 12 : Les années 1965-1970, Paris, Librairie des Champs-Élysées, coll. « Les Intégrales du Masque », 1999, 1272 p. (ISBN 2-7024-2497-X, BNF 37035425)

## Adaptations
- 2005 : Mon petit doigt m'a dit, comédie policière française de Pascal Thomas, avec André Dussollier et Catherine Frot dans les rôles de Bélisaire et Prudence Beresford, versions françaises de Tommy et Tuppence ;
- 2006 : Mon petit doigt m'a dit (By the Pricking of My Thumbs), téléfilm de la série britannique Miss Marple d'ITV (épisode 2.03), avec Anthony Andrews et Greta Scacchi dans les rôles de Tommy et Tuppence. Le scénario a plusieurs différences avec le roman dont l'ajout du personnage de Miss Marple joué par Geraldine McEwan, qui prend la place de Tommy, écarté de l'enquête.